# Harkhebi
Harkhebi (fl. IV secolo a.C.) è stato un astrologo e astronomo egizio di epoca tolemaica, attivo verso il 300 a.C.

## Biografia

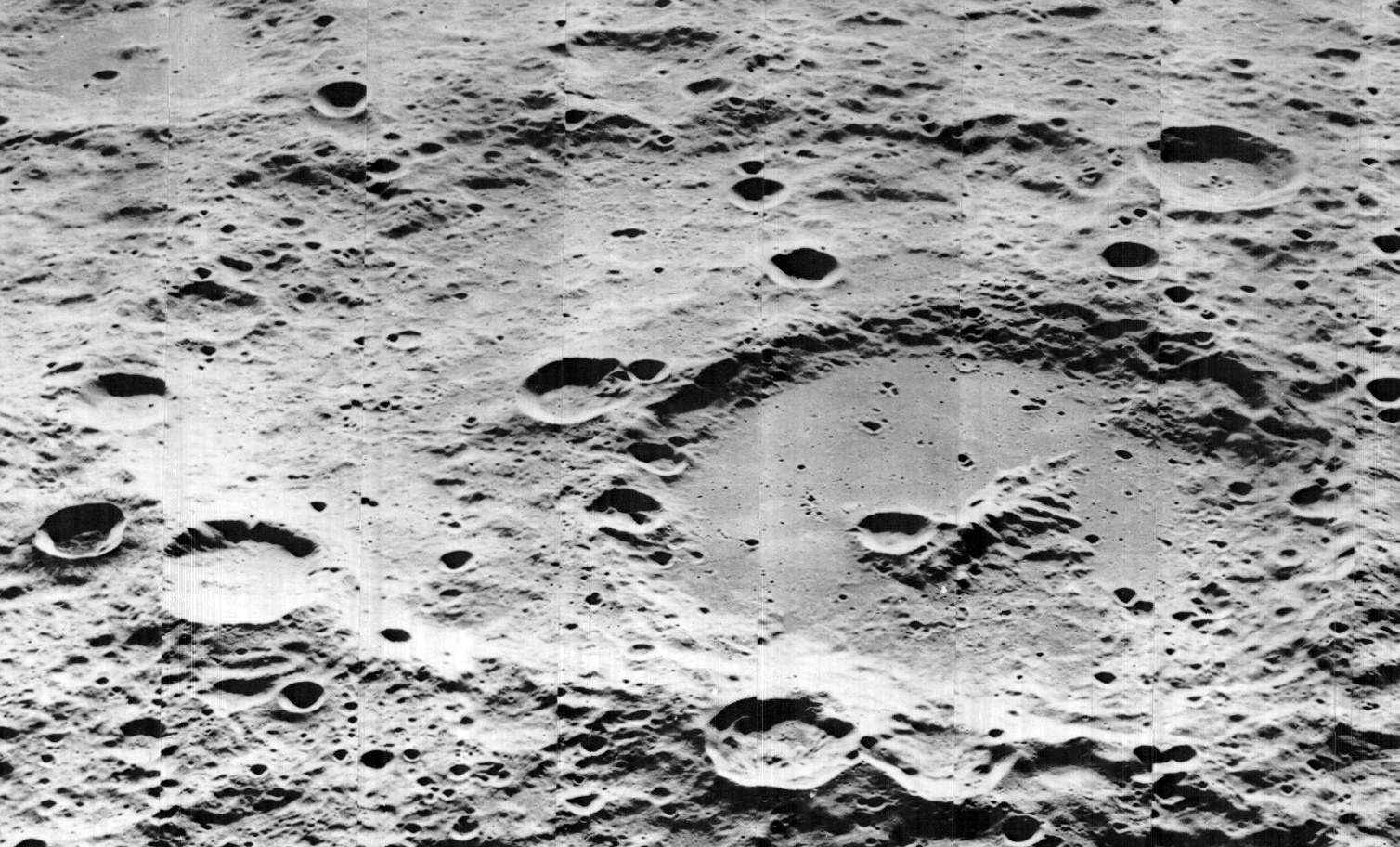
Il cratere Harkhebi

Molto probabilmente basò le sue osservazioni usando le informazioni dei precedenti astronomi babilonesi. È nota una statua funeraria, che viene riferita a lui, dove viene descritto come un grande esperto nell'osservazione delle stelle.
Si riferiva ai pianeti come "gli dei che predicono il futuro" e affermava di saper interpretare qualsiasi cosa che Sirio avrebbe predetto, ma non ci sono giunti suoi oroscopi.
Gli è stato dedicato un cratere lunare.